# 布魯克林 (密歇根州)
布魯克林（英語：Brooklyn）是位於美國密歇根州傑克遜縣哥倫比亞鎮區的一個村。

## 人口
根據2020年美國人口普查的數據，布魯克林的面積為2.46平方千米，當中陸地面積為2.43平方千米，而水域面積為0.03平方千米。當地共有人口1313人，而人口密度為每平方千米533人。